# Tupeia
Tupeia é um género botânico pertencente à família Loranthaceae.

## Espécies
- Tupeia antarctica
- Tupeia haenckeana
- Tupeia reinwardtiana